# Batalla del Monte Gauro
En la batalla del Monte Gauro se enfrentaron la República romana contra los samnitas, teniendo lugar en el año 342 a. C., al pie del Monte Gauro, cerca de Cumas, siendo el más importante enfrentamiento de la primera guerra samnita (343-341 a. C.). La batalla fue un éxito para los romanos, quienes fueron comandados por Marco Valerio Corvo. 
La victoria fue reconocida por Cartago, un aliado de Roma en ese tiempo, felicitándolos y enviándoles una corona de oro para el Templo de Júpiter.
El historiador Barthold Georg Niebuhr considera esta batalla como un hecho importante para el crecimiento de la República romana.
- Datos: Q511578